# Хотел Ројал Спа
Хотел Ројал Спа, је хотел у Бањи Ковиљачи. Налази се у самом центру Бање Ковиљаче, у улици Маршала Тита. Реконструкција и адаптација старе робне куће у луксузни хотел трајала је пар година, а када је завршена, Бања Ковиљача и град Лозница добили су један од најлуксузнијих хотела у овом крају.
Сличан хотелу у Бањи Ковиљачи, налази се хотел Ројал Дрина у Малом Зворнику.
Хотел поседује велики број луксузно опремљених соба и апартмана, као и ресторан.